# 대칭 함수
수학에서 대칭 함수(對稱函數, 영어: symmetric function)은 변수의 교환에 대하여 불변인 다변수 함수이다.

## 정의
대칭 함수는 다음 조건을 만족시키는 {\displaystyle n}변수 함수 {\displaystyle f(x_{1},\dots ,x_{n})}이다.
- 임의의 순열 {\displaystyle \sigma \in S_{n}} 및 임의의 수 {\displaystyle x_{1},\dots ,x_{n}}에 대하여, {\displaystyle f(x_{\sigma (1)},\dots ,x_{\sigma (n)})=f(x_{1},\dots ,x_{n})}

예를 들어, 3변수 대칭 함수 {\displaystyle f(x,y,z)}는 항상 다음을 만족시킨다.
{\displaystyle f(x,y,z)=f(x,z,y)=f(y,x,z)=f(y,z,x)=f(z,x,y)=f(z,y,x)}

## 예
모든 대칭 다항식으로부터 유도되는 함수는 대칭 함수이다.

## 같이 보기
- 교대식